# Jamila Boulakbèche
Jamila Boulakbèche, née le 19 décembre 2006, est une nageuse tunisienne.

## Carrière
Jamila Boulakbèche est médaillée d'or de l'épreuve de 3 km en bassin et médaillée de bronze du 800 mètres nage libre aux championnats d'Afrique juniors 2021 à Accra. Elle remporte ensuite quatre médailles d'or aux championnats arabes en petit bassin 2021 aux Émirats arabes unis, sur 200, 400, 800 et 1 500 mètres nage libre.
Elle obtient aux championnats d'Afrique 2022 à Tunis la médaille de bronze sur 800 et 1 500 mètres nage libre ainsi que sur 5 km de nage en eau libre.